# 藤井真信

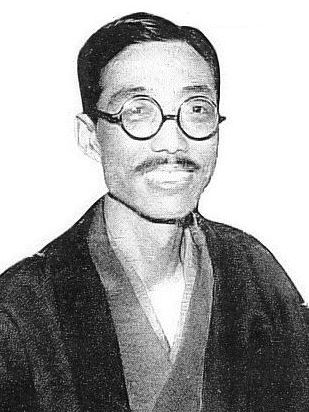
藤井真信

藤井 真信（ふじい さだのぶ、1885年（明治18年）1月1日 – 1935年（昭和10年）1月31日）は、日本の財政家、大蔵官僚。大蔵大臣。

## 来歴
徳島県麻植郡牛島村（現・吉野川市）に、藤井市三郎の四男として生まれる。生家は古くから藍商を営む名家であった。徳島中学校、第三高等学校を経て、1909年、東京帝国大学法科大学独法科を首席で卒業。高文試験16番目（180人中）で大蔵省に入省する（配属先は専売局書記）。主に税務畑を歩み、1923年9月19日、蔵相事務担当秘書官（〜1926年11月11日）、1924年6月6日、主税局国税課長併任（〜1926年11月11日）、同年12月20日、大臣官房秘書課長併任（〜1926年11月11日）、1926年11月5日、東京税務監督局長、1927年7月17日、主税局長、1929年7月4日、主計局長と順調に昇進を重ね、1934年5月に高橋是清蔵相の下で大蔵次官に就任する。
同年7月、帝人事件のあおりで斎藤内閣が総辞職し、岡田内閣が発足すると、高橋は藤井に自分の後任を引き受けるよう求めた。病弱を理由に固辞する藤井に対し、高橋は「国家危急の時は身を鴻毛の軽きにおくということを知らぬか」との強い言葉で説き伏せ、止む無く蔵相に就任することとなった。
藤井は高橋財政の軍備予算膨張抑制の基本路線を継承しながら、同時に赤字国債の消化のため、軍需産業と輸出産業に課税する「臨時利得税」の制定を目指したが、これは不成立に終わった。同年11月に行われた昭和10年度予算案作成に際しては、大蔵省原案で大幅に歳出を削減したため各省の反発を招き、特に陸軍省・海軍省・農林省の復活要求は猛烈なものがあった。藤井は喀血に苦しみながら、病をおして予算閣議に臨み、粘り強く交渉に務めた。時には「下の者が承諾しないのでどうにもならない」と涙の演出まで試みて、予算原案を守ろうとした。最終的には、歳出については前年度比で微増となったが、公債発行についてはある程度の削減に成功した。
予算案が閣議決定された2日後の11月26日、病状が悪化し慶應大学病院に入院、その日のうちに蔵相を辞任した。しかし、清貧の生活を送っていたために入院治療を継続する費用が捻出できず、年末には退院せざるを得なかった。
翌1935年1月30日、再度、慶応大学病院に入院。入院直後、久しぶりに安眠が出来たと家族は喜んだが、目を覚まさないまま翌31日午前5時45分に死亡した。病名は副鼻腔蓄膿症および気管支拡張症であったが、相当ひどい神経衰弱があった。弔問には岡田首相をはじめ高橋も訪れた。葬儀は2月3日、青山斎場で行われ、葬儀委員長は十五銀行の西野元頭取が務めた。残された遺族には葬儀の費用も遺児の学費もない状態だったが、遺族の窮状を聞いた岡田首相が1千円を醵金したのをはじめ、高橋蔵相以下閣僚や各省官吏の間でも醵金が行われ、遺族に贈られた。

## 栄典
- 1934年（昭和9年）3月15日 - 正四位[4]

## 親族
- 関口寿 - 電気技術者・実業家（大同電力常務など）。義兄にあたる（妻・琴の兄）[5]。

## 関連文献
- 大谷健著『大蔵大臣の昭和史』（ビジネス社、1986年） ISBN 4828402667

| 公職          | 公職                    | 公職          |
| ------------- | ----------------------- | ------------- |
| 先代 高橋是清 | 大蔵大臣 第32代: 1934年 | 次代 高橋是清 |
| 先代 黒田英雄 | 大蔵次官 1934年         | 次代 津島壽一 |